# Salon de Bruxelles de 1860
Le Salon de Bruxelles de 1860 est la dix-huitième édition du Salon de Bruxelles, exposition périodique d'œuvres d'artistes vivants. Il a lieu en 1860, du 18 août au 1er novembre au palais des Académies à Bruxelles, à l'initiative de la Société royale de Bruxelles pour l'encouragement des beaux-arts.
Ce Salon est le dixième organisé depuis l'Indépendance de la Belgique en 1831. Les prix sont remis sous forme de médailles d'or, ainsi que de récompenses pécuniaires. Pour la première fois l'exposition a lieu au palais des Académies. 
L'exposition, d'un caractère très européen, est marquée par le déclin de la peinture d'histoire au profit des paysages et de la sculpture. Le Salon est aussi placé sous le sceau d'une acceptation progressive par la critique et le public de la peinture réaliste représentée notamment par Gustave Courbet.  

## Organisation
Pour chaque exposition, les dates et l'organisation générale sont fixées par arrêté royal, sur proposition du ministre responsable. La commission directrice de l'exposition est ensuite nommée par arrêté ministériel, le règlement de l'exposition est également fixé par arrêté ministériel. Chaque Salon est donc géré par une commission directrice distincte.

## Contexte
Ce Salon est le dixième organisé depuis l'Indépendance de la Belgique en 1831. L'exposition de 1860 débute le 18 août 1860. Le Salon est inauguré par Charles Rogier, ministre de l'Intérieur, car le duc de Brabant est en deuil de cour en raison de la mort de sa tante la grande-duchesse Anna Fiodorovna de Russie, née Julienne de Saxe-Cobourg-Saalfeld. Pour la première fois, le Salon a lieu au premier étage, ainsi que dans quelques salles du rez-de-chaussée, du palais ducal (actuel palais des Académies) à Bruxelles. Cet emplacement offre l'avantage d'un accès facile pour les voitures et les piétons,.

## Catalogue

### Données générales
Alors que le Salon de 1857 comprenait près de 1 286 numéros, l'édition de 1860 en propose 1 114 réalisés par 633 artistes. L'historienne de l'art Eva Vaes relève en 2006 que la France représente 21 % du total des exposants, l'Allemagne et les Pays-Bas, chacun 7 %. La participation des artistes étrangers est favorisée par une réduction consentie par les compagnies de chemin de fer lors du transport des œuvres vers la Belgique. Le Salon de 1860 présente, davantage que les autres années, un caractère européen.

### Peinture

#### Allemagne et Grande-Bretagne

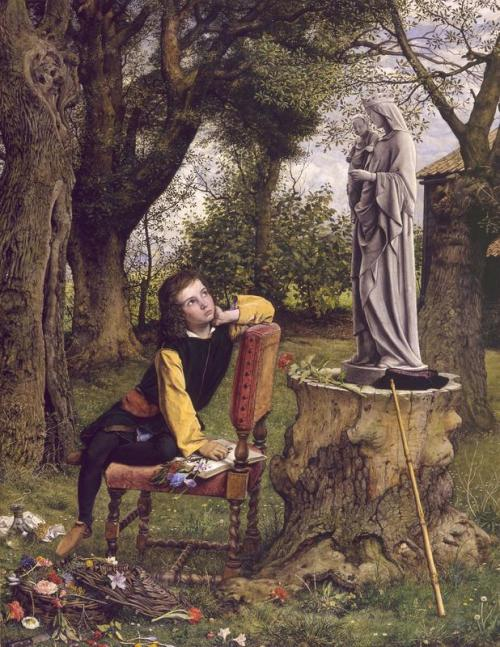
Le Titien faisant son premier essai de coloris par William Dyce.

Le salon de 1860 connaît un certain déclin du nombre de représentants de la peinture allemande. Cette dernière, marquée par l'appel au nationalisme s'exprimant dans la peinture d'histoire, la vie populaire et les paysages allemands, est cependant connue par le public belge qui s'étonne du peu d'œuvres accrochées aux cimaises, même si 41 exposants sont présents, comme Andreas Achenbach, son frère Oswald Achenbach et Teutwart Schmitson. 
En revanche, les artistes britanniques, au nombre de 21, sont davantage représentés qu'aux expositions précédentes car, hormis à l'Exposition universelle de 1855 à Paris, ils n'envoient guère leurs œuvres sur le continent. Parmi eux, l'écossais William Dyce, peintre préraphaéliste, expose Le Titien faisant son premier essai de coloris et Edwin Landseer, peintre romantique victorien, présente Inondation de l'Écosse, œuvre montrant le sublime de la nature. Quant à Augustus Egg, il a envoyé son célèbre triptyque dickensien intitulé Passé et Présent (Past and Present, 1858) : dans une scène, il présente une famille de classe moyenne, prospère, et dans les deux autres deux jeunes filles dans une chambre et une femme sans-abri tenant un bébé. Un ensemble d'indices lie les trois scènes, qui devait indiquer que la famille aisée du centre est en voie de décomposition par la faute de la mère, adultère. La femme sans-abri et son enfant sont les mêmes que ceux au centre, quelques années plus tard, vivant dans la pauvreté.

#### Passé et Présentd'Augustus Egg

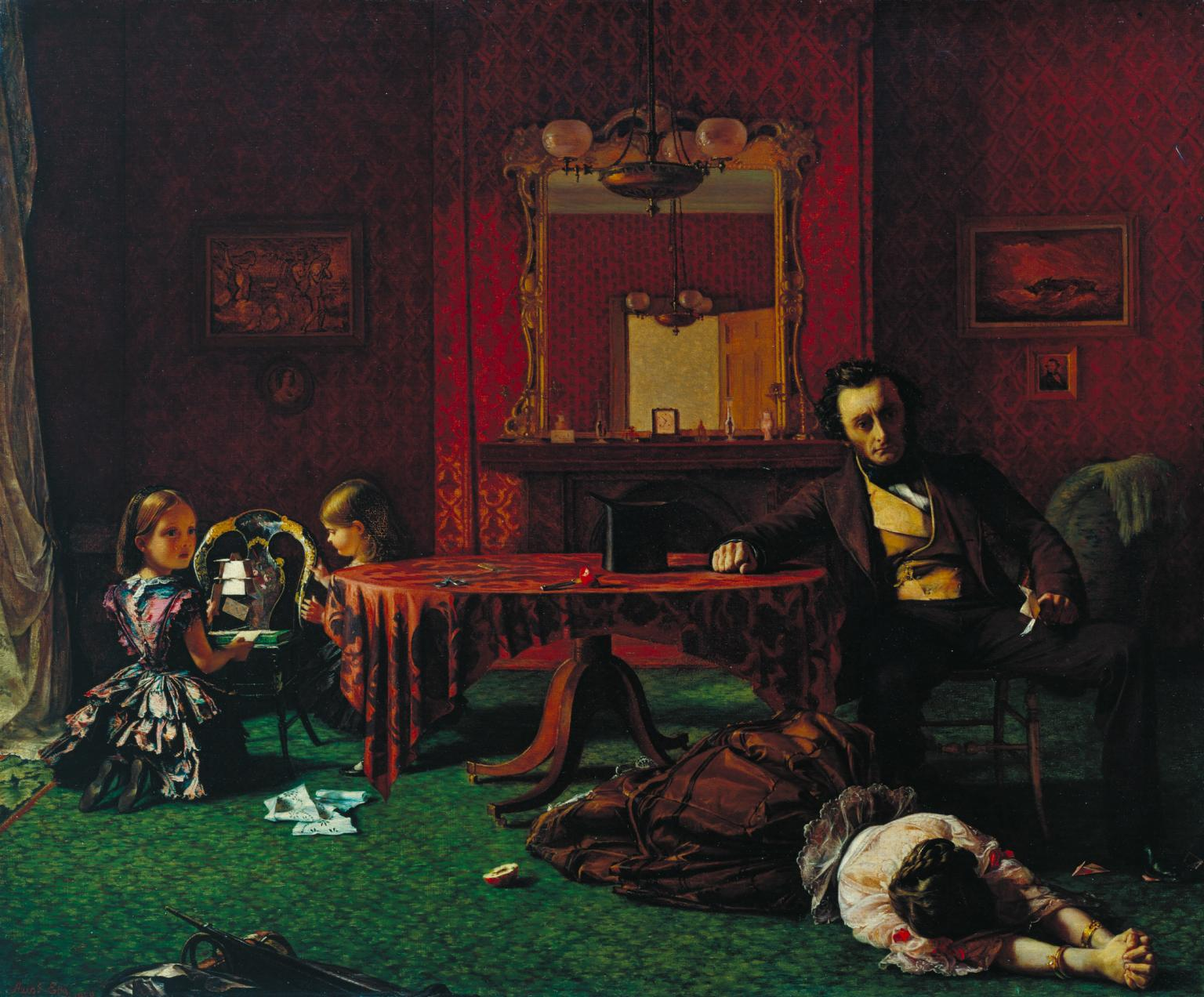
Past and Present I
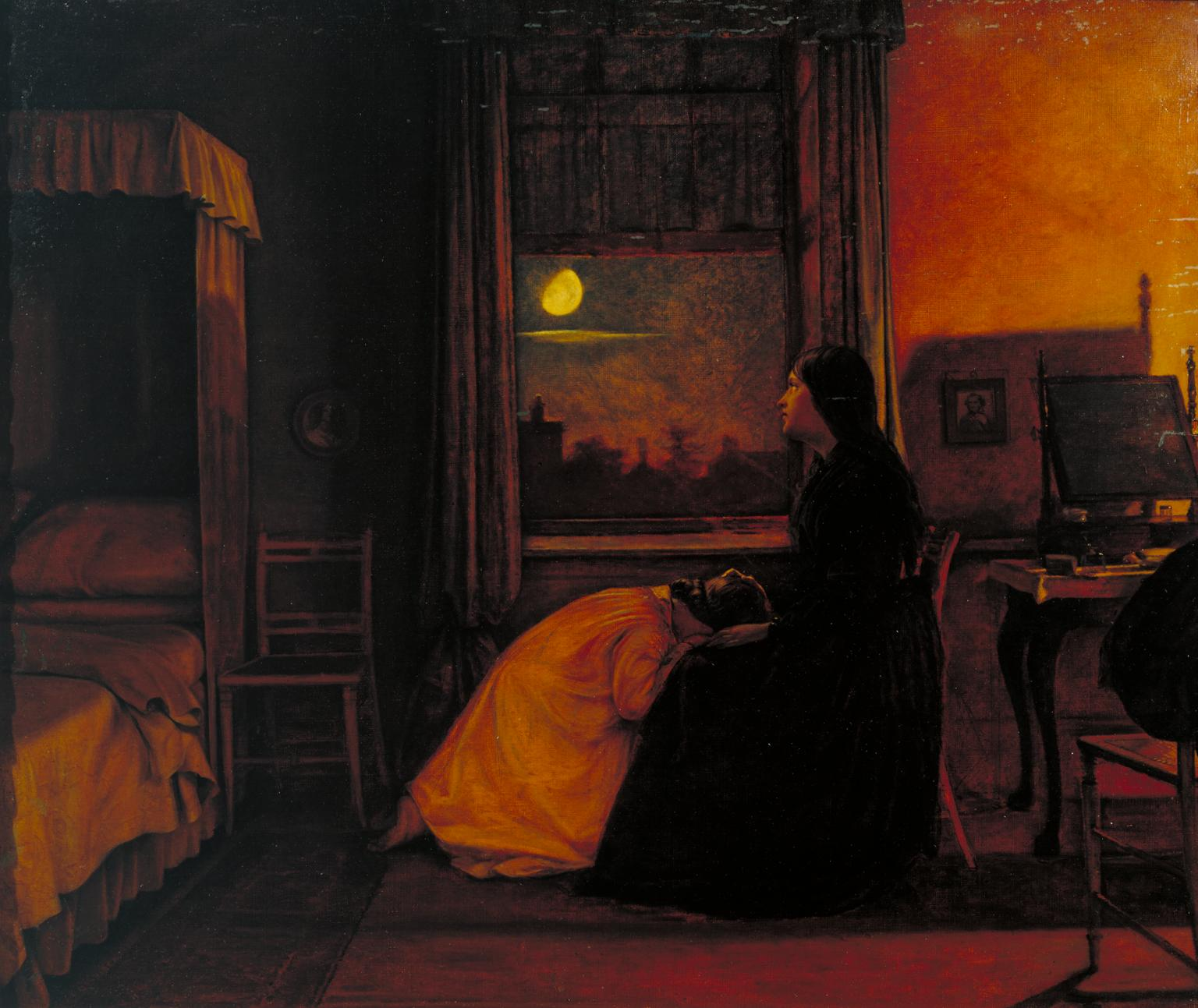
Past and Present II
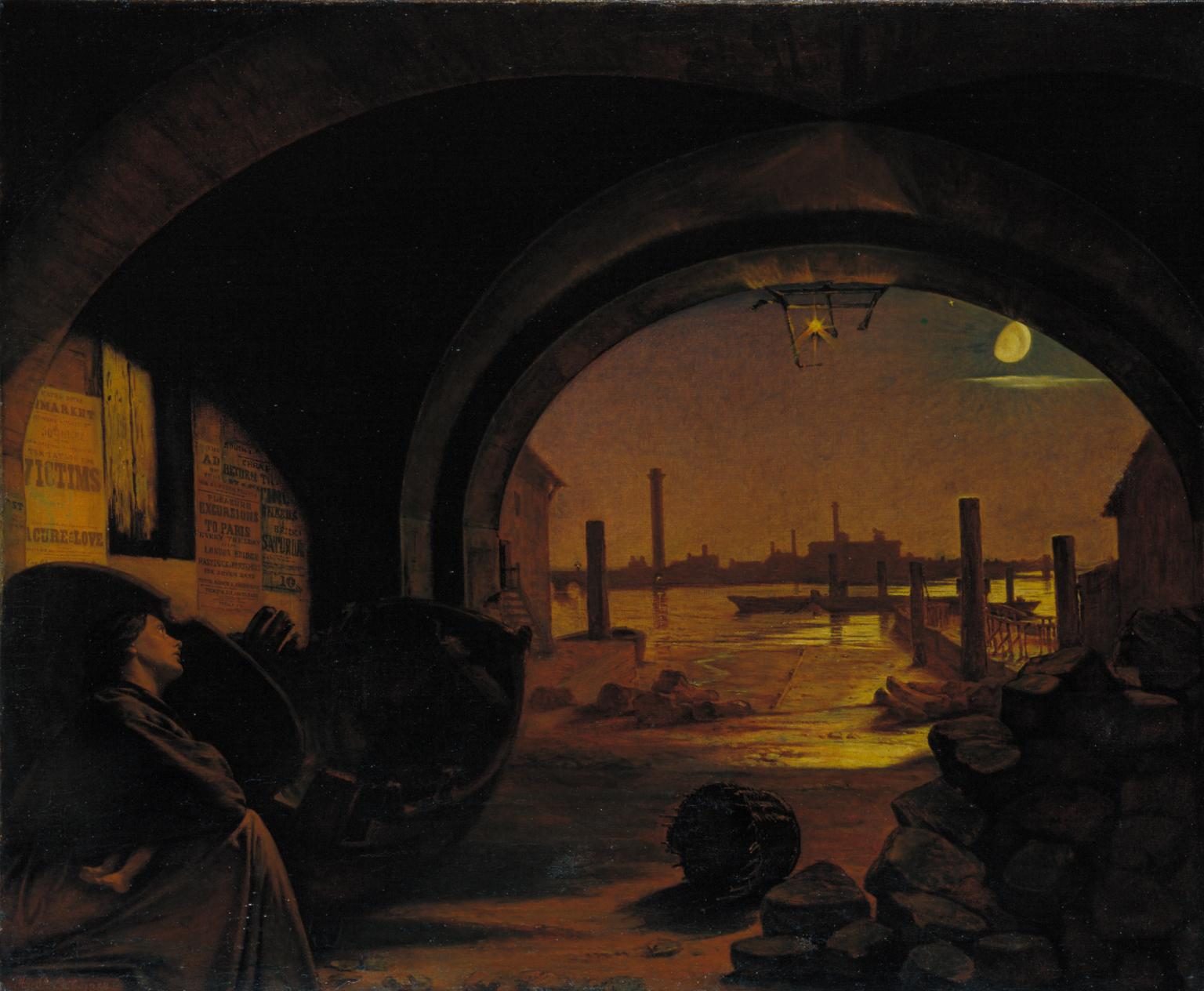
Past and Present III

#### Réalisme français

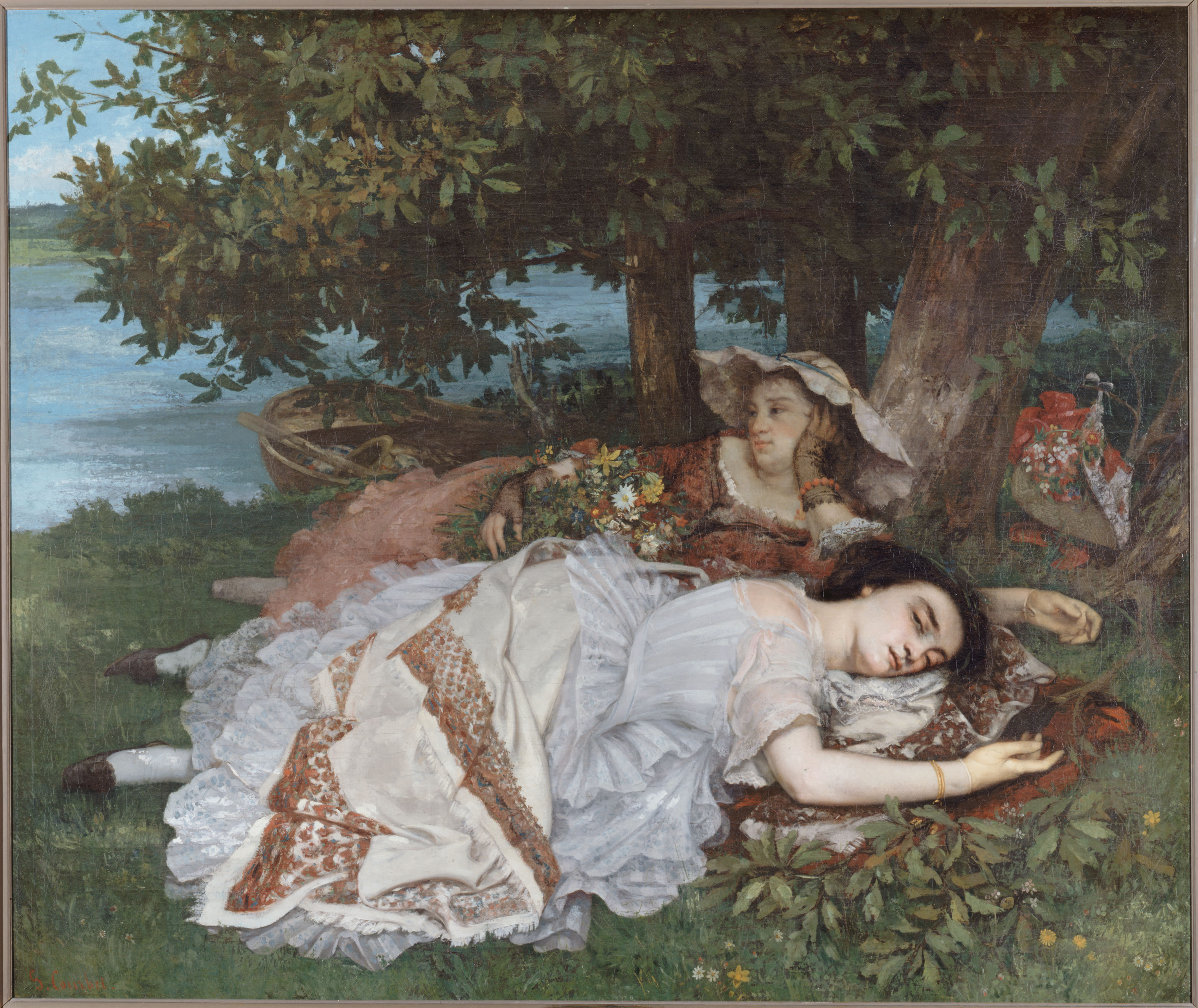
Les Demoiselles des bords de la Seine (été) de Gustave Courbet (1856-7).

En raison de l'absence de Salon de Paris organisé en 1860, de nombreux artistes français ont envoyé des œuvres qui offrent l'intérêt de la nouveauté. Le réalisme français est présent grâce à La Tonte des moutons de Jean-François Millet, à Jules Breton, à Jean-Baptiste Camille Corot et aux tableaux de Gustave Courbet : Les Demoiselles des bords de la Seine (été) et La Femme au miroir. Le critique Victor Joly juge les tableaux de Courbet, qui a mis fin à son style bruyant, supérieurs à celui de Millet, mais une autre critique s'exprime négativement dans la Gazette des Beaux-arts qui considère que Corot reste vulgaire, cherchant la bizarrerie dans le choix de ses sujets, ajoutant que le peintre est un praticien de première force et un coloriste très saisissant, sa Femme au miroir produisant un effet saisissant au Salon de Bruxelles, sur le groupe de jeunes artistes préoccupés de tout ce qui est neuf,.

#### Tableaux d'histoire et portraits

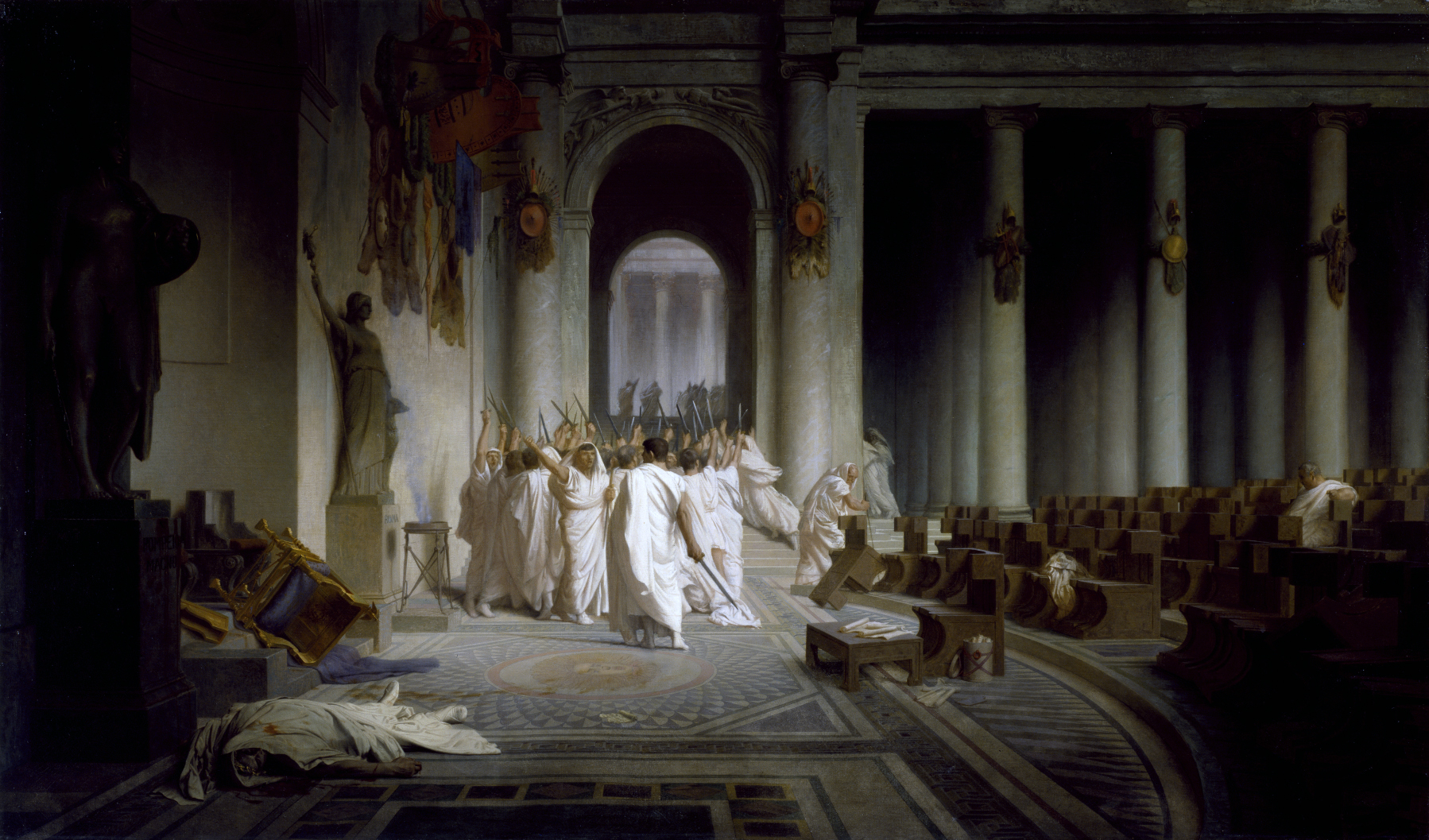
La Mort de César par Jean-Léon Gérôme.

La peinture d'histoire est notamment représentée par Jean-Léon Gérôme qui expose La Mort de César, un tableau d'excellente facture, a priori trop petit au regard du sujet représenté, mais d'une simplicité signe du grand art maîtrisé. Joseph-Nicolas Robert-Fleury, l'un des vétérans de l'école française, s'illustre par Entrevue de Jules II et de Michel-Ange à Bologne, sujet médiocre dont l'artiste n'a réussi qu'à surmonter en partie les difficultés. Charles de Groux, lui aussi, propose deux peintures d'histoire intitulées François Junius prêchant secrètement la réforme à Anvers et Charles-Quint recevant le viatique, deux excellentes compositions habiles et puissantes.
Charles Verlat a réalisé un charmant tableau La Convoitise que l'on pourrait comparer à Nood zoekt troost (Besoin cherche consolation) de Henri Joseph Duwée. Quant à Eugène Smits il s'est sans doute inspiré de Véronèse pour Jeune femme portant des fruits. Les portraits sont nombreux et certains sont très bons, comme celui du roi Léopold Ier par Lievin De Winne et ceux de Jean-François Portaels, d'Alexandre Robert, d'Edouard Wallays ou de Franz Xaver Winterhalter.

#### Peintures d'animaux, paysages et marines

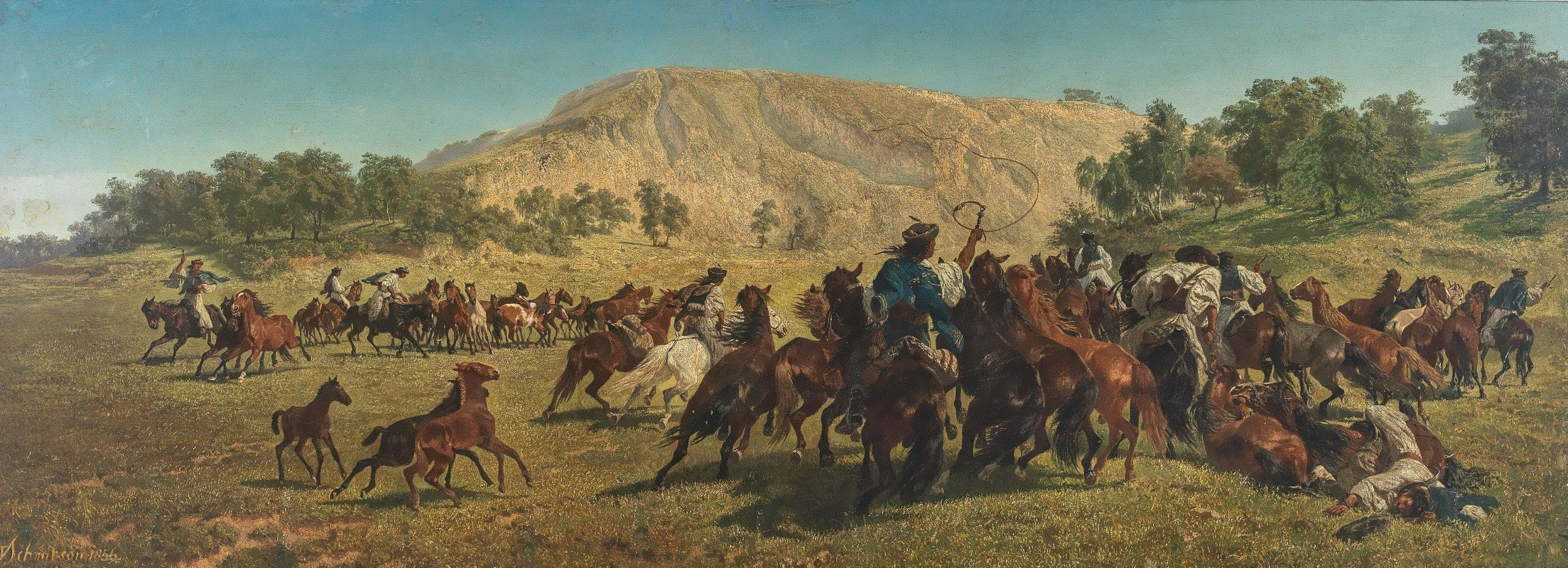
Les Csikós rabattant des chevaux en Hongrie par Teutwart Schmitson.

Teutwart Schmitson, berlinois, expose Les Csikós rabattant des chevaux en Hongrie et Otto von Thoren, viennois, est l'auteur de Le Convoi de chevaux hongrois, deux tableaux représentant des chevaux qui présentent beaucoup d'analogies. Le second est plus coloriste, tandis qu'il émane du premier un mouvement et une chaleur d'action qui s'empare du spectateur. Le français Constant Troyon présente Chien en arrêt, chef-d'œuvre selon la critique. Johannes Hubertus Leonardus de Haas, proche de l'École de La Haye, récemment installé à Bruxelles, expose La Prairie, avec deux grands bœufs qu'inquiète le vent du nord, d'une couleur très harmonieuse. Martinus Kuytenbrouwer possède un talent vigoureux exprimé dans Halte de cavaliers,.
Les paysages sont dignement représentés par une nouvelle génération d'artistes belges tels Théodore Fourmois, François Lamorinière, Alfred de Knyff, entrés dans une nouvelle voie tracée par Jan Baptiste de Jonghe autrefois professeur à l'Académie royale des beaux-arts d'Anvers. Andreas Achenbach expose une Vue prise en Westphalie, son frère Oswald deux effets de nuit en Italie. Corot a envoyé Soleil couchant et Narcisse Díaz de la Peña La Mare aux serpents de la Forêt de Fontainebleau.
Les marines sont brillamment représentées par les belges Paul Clays qui progresse dans la voie personnelle qu'il s'est tracée, par Henri Lehon, dont la vive imagination étonne et par François Musin. Louis Meijer, de La Haye, expose Naufrage d'une barque hollandaise à l'île de Jersey et Pêcheurs napolitains, effet du matin, deux études consciencieuses exemples de la variété et de la souplesse de son pinceau. Quant aux marines des peintres français, elles sont dues à Alexandre Thomas Francia, Théodore Gudin et Eugène Isabey.

#### Absence de Gallait et Wiertz
Parmi les artistes qui se sont abstenus d'envoyer leurs ouvrages à l'exposition, deux d'entre eux l'ont fait par parti pris. Louis Gallait et Antoine Wiertz. Gallait pense devoir se plaindre du gouvernement et ne désire pas contribuer au succès d'une exposition organisée par Charles Rogier, le ministre de l'Intérieur, qu'il n'aime pas. Il refuse, de surcroît de travailler pour le musée tant qu'il devra débattre avec Rogier des conditions de la commande. En conséquence de cet étrange conflit, le public est privé des œuvres de Louis Gallait et les institutions de son influence salutaire. Quant à Antoine Wiertz, s'il n'expose pas aux salons triennaux, son atelier à Ixelles, devenu son musée, demeure ouvert. L'excentricité de cet artiste entièrement dévoué à son art devient habituelle et sa sincérité indéniable.

### Sculpture
La jeune école belge de sculpture présente un ensemble de productions très satisfaisantes à l'exposition qui, cette année, est très fournie en statuaires. Plus de quarante sculpteurs belges exposent leurs œuvres. Victor Van Hove propose six sculptures, dont quatre de bronze et deux de plâtre. La Vengeance est un morceau d'une rare énergie, de même que l'Enfant jouant avec un jeune chat. Van Hove a la main heureuse dans le choix de ses sujets. Le bas-relief de Robert Fabri, La Dernière entrevue de Moïse et Aaron avec Pharaon, prix de Rome belge de 1859, est d'un rare mérite. D'autres sculpteurs belges sont des exécutants habiles auxquels ne manquent ni le sentiment, ni la grâce, comme Édouard Fiers. Quelques sculpteurs allemands attirent l'attention, comme Ernst Rietschel, de Dresde, Reinhold Begas et son frère Oscar Begas de Berlin.

### Pastel, aquarelle, dessin
Dix artistes, dont sept femmes, exposent des pastels : Sophie Aizelin et Nina Bianchi de Paris, Adèle Wagner de Lyon, et quatre Bruxelloises, dont Mathilde Corr, Marie Kessels, Rufina Noeggerath et Aline De Senezcourt. La Société des aquarellistes ayant exposé l'année précédente, il y a peu d'aquarelles d'artistes belges au Salon de 1860, hormis Paul Lauters et Gustave Simonau qui donnent une opinion favorable de l'aquarelle en Belgique. Quant aux portraits dessinés par Louis-Joseph Ghémar, ils démontrent, selon Louis Alvin, que l'art du dessinateur n'a rien à redouter des procédés du photographe et que les deux techniques peuvent vivre en bonne intelligence.

### Gravure et lithographie

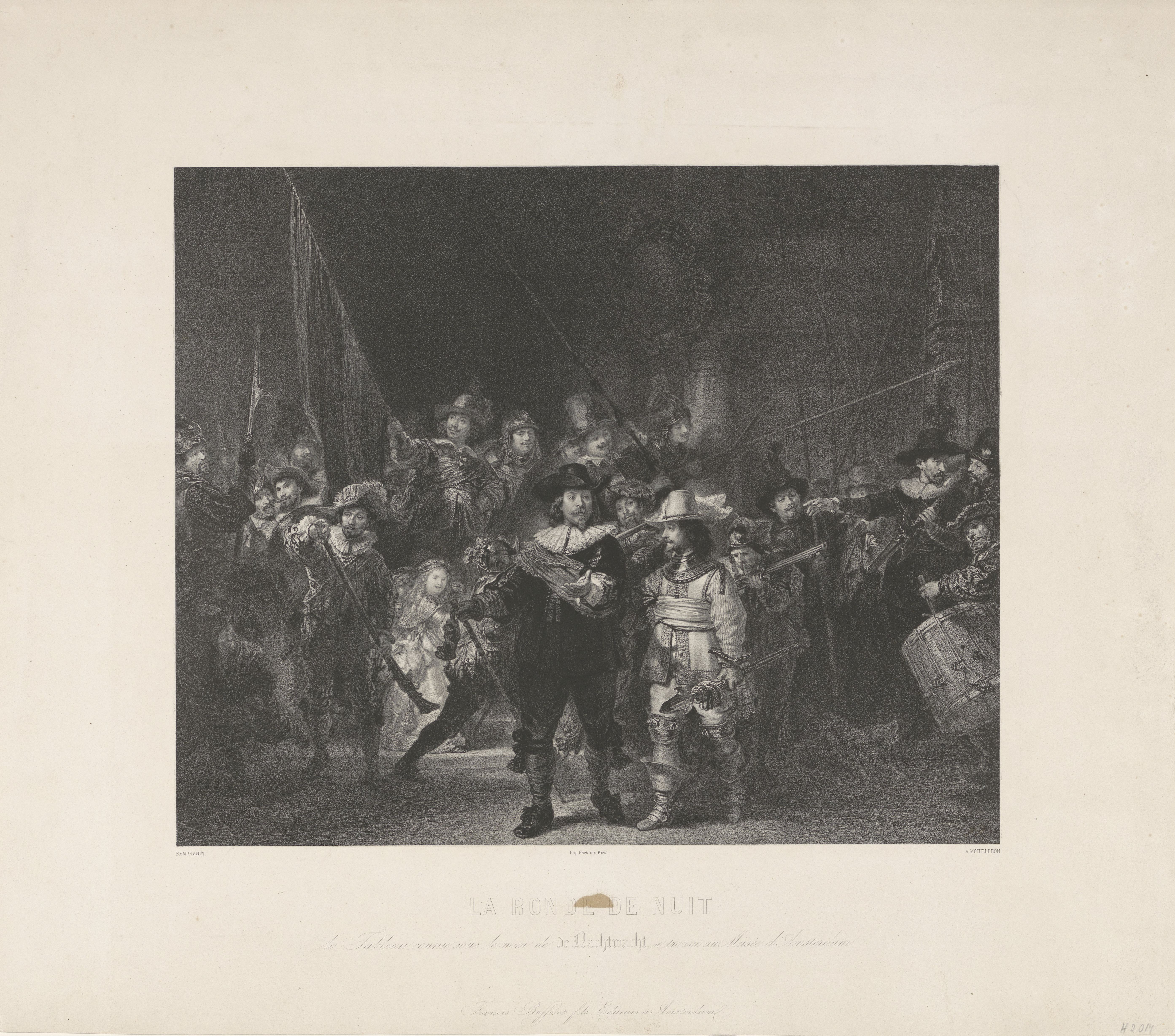
La Ronde de nuit, lithographie d'Adolphe Mouilleron, d'après Rembrandt (1854).

La gravure est représentée par Joseph Franck (Les Premiers pantalons et Paul et Virginie), Luigi Calamatta (La Dispute du Saint-Sacrement), Joseph Bal (Jeanne la Folle), Jean-Baptiste Meunier (Chasse au rat), David Joseph Desvachez (Le Compromis des nobles), Jean Baptiste Michiels (Pierre le Grand à Saardam), Joseph von Keller (La Dispute du Saint-Sacrement), Louis Falmagne (L'Attente, gravure au burin d'après Louis Gallait) et Lucio Quirino Lelli (d) (Portrait de la duchesse de Brabant). La lithographie est présente grâce aux belges Henri Hymans, Joseph Schubert, François Stroobant et au français Adolphe Mouilleron qui expose une œuvre puissante : La Ronde de nuit, d'après Rembrandt.

## Résultats

### Ordre de Léopold
En vertu de l'arrêté royal du 14 décembre 1860, douze artistes sont élevés au rang de chevalier l'ordre de Léopold. Les chevaliers sont : David Bles (peintre à La Haye), Jean-Baptiste Capronnier (artiste peintre verrier à Paris), Charles de Groux (peintre à Bruxelles), Joseph Franck (graveur en taille-douce à Bruxelles), Jean-Léon Gérôme (peintre à Paris), Joseph von Keller (graveur en taille-douce à Düsseldorf), François Lamorinière (peintre à Anvers), Edwin Landseer (peintre à Londres), Charles Müller (peintre à Paris), Constant Troyon (peintre à Paris), Victor Van Hove (d) (sculpteur à Bruxelles) et Jean-Baptiste Van Moer (peintre à Bruxelles).

### Médailles d'or
Sur proposition du jury des récompenses au gouvernement, treize médailles d'or sont décernées, en vertu de l'arrêté royal du 14 décembre 1860, aux artistes suivants : 
- Jules Breton (peintre à Courrières pour ses tableaux de genre),
- Lievin De Winne (à Gand pour ses portraits),
- Théodore-Charles Gruyère (à Paris pour sa sculpture de Chactas au tombeau d'Atala),
- Jozef Israëls (à Amsterdam pour ses tableaux de genre),
- Frans Keelhoff (à Bruxelles pour ses paysages),
- Victor Lagye (à Anvers pour son portrait religieux représentant Les Funérailles religieuses de la fière Marguerite de Louvain),
- Jean-Baptiste Meunier (à Bruxelles pour ses gravures),
- Jean Baptiste Michiels (à Bruxelles pour sa gravure de Pierre le Grand à Saardam),
- Gustave Ricard (peintre à Paris pour la Tête d'étude d'un jeune berger et pour son portrait de femme),
- Teutwart Schmitson (peintre à Berlin pour ses tableaux représentant des chevaux),
- Antoine Sopers (d) (à Bruxelles pour sa statue représentant Un jeune Napolitain),
- Joseph Stallaert (à Tournai pour son tableau représentant un Épisode de la destruction de Pompéi et pour l'ensemble de ses autres œuvres) et
- Jacob Wiener (à Bruxelles pour sa collection de médailles représentant les principaux monuments d'Europe)[19].

### Récompenses pécuniaires et achats par le gouvernement
Le budget du ministère de l'Intérieur prévoit, pour l'exercice de 1860, une somme de 15 000 francs répartie entre les encouragements aux artistes ayant participé à l'exposition des beaux-arts et l'achat d'œuvres par le gouvernement, dont Vierge des naufragés de Jules Pecher.

### Catalogue
Le catalogue figure dans la seconde partie du document en ligne.
- Catalogue, Exposition générale des Beaux-Arts de 1860, catalogue explicatif, Bruxelles, Charles Lelong, 1860, 144 p. (lire en ligne).